# Paralimnophila (Paralimnophila) skusei
Paralimnophila (Paralimnophila) skusei is een tweevleugelige uit de familie steltmuggen (Limoniidae). De soort komt voor in het Australaziatisch gebied.